# (10003) 1971 UD1
(10003) 1971 UD1
(10003) 1971 UD1 là một tiểu hành tinh vành đai chính với chu kỳ quỹ đạo là 1202.1233104 ngày (3.29 năm).
Nó được phát hiện ngày 16 tháng 10 năm 1971.